# Maria Lantzová

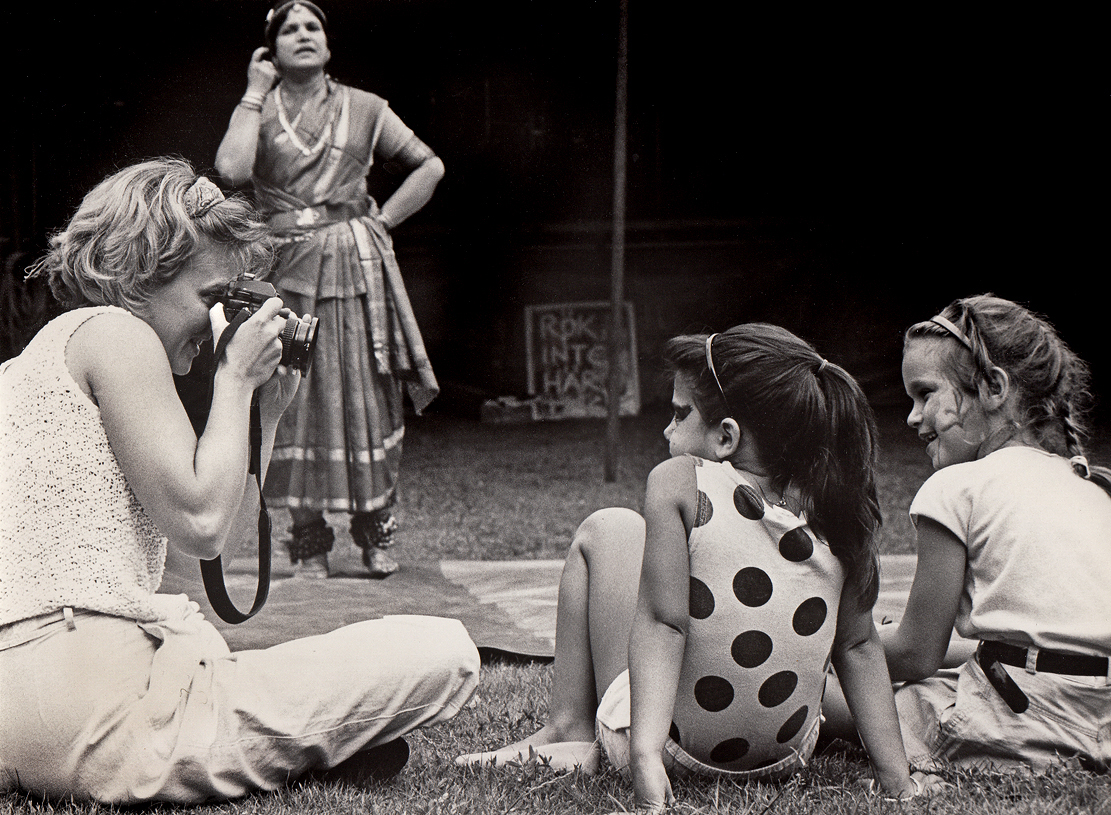
Maria Lantzová fotografuje děti pro noviny Arbetet, 1987

Åsa Maria Lantzová (nepřechýleně Maria Lantz; * 5. července 1962, Lund) je švédská umělkyně, spisovatelka, fotografka, kurátorka a akademička.

## Životopis
Maria Lantzová studovala v letech 1982–1983 v Mezinárodním centru fotografie v New Yorku, 1983–1987 na College of Photography na University of Göteborg a 1996–1997 na School of Architecture na Královské akademii umění ve Stockholmu. Působila jako fotografka, výtvarnice, kritička a učitelka. Lantzová byla součástí redakční rady časopisu Motiv pro současnou fotografii a jako spisovatelka byla spojována s Dagensem Nyheterem. Působila jako lektorka na Královské akademii umění ve Stockholmu, kde byla zaměstnána v letech 2000–2012. Kurz se zaměřením na umění a architekturu byl vyvinut pod jejím vedením a vzniklo několik projektů, jako je konference a výstava „Neformální města“. Od roku 2008 byla prorektorkou Akademie umění. V červnu 2012 nastoupila do funkce ředitelky ve společnosti Konstfack a po šesti letech byl její mandát prodloužen o další období (2018-21).
Maria Lantzová vystavovala v mnoha různých kontextech, například na Bukurešťském bienále, v Bildmuseet v Umeå, v Bombaji / Muzeu prince z Walesu, v Norrköping Art Museum atd. Spolu s umělkyní Karin Willénovou navrhla prostředí kolem nového úseku silnice pro obec Åtvidaberg a má za sebou několik knižních produkcí.
V roce 2018, když byla Lantzová žalována organizací Academic Rights Watch za „politickou kontrolu akademie“, odpověděla diskusním článkem v Universitetsläraren  Od žaloby bylo upuštěno.
Maria Lantzová je vdaná za fotografa Matse Bäckera.

## Veřejné práce
- Autobusová zastávka, návrh prostředí silnice, National Highway 35 v Åtvidabergu, spolu s Karin Willén [2]